# 斉藤弥生
斉藤 弥生（さいとう やよい、1964年 - ）は、日本の社会福祉学者、行政学者。大阪大学大学院人間科学研究科教授。損保ジャパン記念財団賞受賞。山井和則衆議院議員は夫。

## 人物・経歴
東京都生まれ。1987年学習院大学法学部政治学科卒業、学習院大学副手。1988年松下政経塾研究員。ベクショー大学政治学コース留学を経て、1993年ルンド大学大学院政治学研究科修了、MPA（公共経営修士）。
同年大阪外国語大学外国語学部地域文化学科ヨーロッパⅡ講座助手。1995年同講師。1999年同助教授。2000年大阪大学大学院人間科学研究科助教授。2002年ルンド大学社会福祉学部客員研究員。2005年日本地域福祉学会理事。2006年北ヨーロッパ学会事務局長。 
2007年大阪大学大学院人間科学研究科准教授。2008年オスロ大学人間学部客員研究員、近畿地域福祉学会代表幹事、日本社会福祉学会査読委員。
2011年ストックホルム大学社会福祉学部客員研究員。2013年大阪大学大学院人間科学研究科教授、博士（人間科学）。2015年損保ジャパン記念財団賞受賞。

## 親族
衆議院議員の山井和則は夫で、松下政経塾の2期上。

## 著作
- 『外国人労働者受け入れ「合法化」の一方策 : シンガポールの先駆的政策に学ぶ』国際協力推進協会 1990年
- 『スウェーデン発高齢社会と地方分権 : 福祉の主役は市町村』（山井和則と共著）ミネルヴァ書房 1994年
- 『日本の高齢者福祉 : 体験ルポ』（山井和則と共著）岩波書店 1994年
- 『転ばぬ先の介護ハンドブック』（山井和則と共著）講談社 1999年
- 『図解介護保険のすべて』（山井和則と共著）東洋経済新報社 2000年
- 『スウェーデンにみる高齢者介護の供給と編成』大阪大学出版会 2014年
- 『「対話と学び合い」の地域福祉のすすめ : 松江市のコミュニティソーシャルワーク実践』（上野谷加代子, 松端克文と共編著）全国コミュニティライフサポートセンター 2014年
- 『福祉ガバナンスとソーシャルワーク : ビネット調査による国際比較』（上野谷加代子と共編著）ミネルヴァ書房 2015年
- 『スウェーデン・モデル : グローバリゼーション・揺らぎ・挑戦』（岡澤憲芙と共編著）彩流社 2016年
- 『地域福祉の現状と課題』（上野谷加代子と共編著）放送大学教育振興会 2018年
- 『市場化のなかの北欧諸国と日本の介護 : その変容と多様性』（石黒暢と共編著）大阪大学出版会 2018年
- 『地域福祉の課題と展望』（小松理佐子と共編著）放送大学教育振興会 2022年

## 翻訳
- オロフ・ペタション著『北欧の政治 : デンマーク・フィンランド・アイスランド・ノルウェー・スウェーデン』（木下淑恵と共訳）早稲田大学出版部 1998年